# Anthomyia ottawana
Anthomyia ottawana este o specie de muște din genul Anthomyia, familia Anthomyiidae, descrisă de Griffiths în anul 2001.
Este endemică în Maryland. Conform Catalogue of Life specia Anthomyia ottawana nu are subspecii cunoscute.